# 복수해라
《복수해라》는 2020년 11월 21일부터 2021년 1월 17일까지 방송된 TV조선 토일 드라마이다.

## 기획 의도
우연한 기회에 복수를 의뢰받은 강해라가 사건을 해결하고 권력에 맞서는 미스터리 통쾌 복수극.

## 등장 인물

### 주요 인물
- 김사랑 : 강해라 역 (아역 : 양정연) - 불륜 스캔들에 휘말려 하루아침에 나락으로 떨어진 국민 MC 이훈석의 아내, 그러다 자신의 불륜이 훈석의 계략에 의한 것임을 알고 과거 리포터였던 이력을 활용해 훈석의 계략을 폭로한다. 그리곤 훈석에게 명예훼손으로 고소를 당하며 위기에 처하게 되는데 그때 변호인을 자처하며 나타난 변호사 민준에게 도움을 받은 뒤 민준으로부터 다양한 피해를 입은 피해자들의 복수를 의뢰 받는다. 가온의 의붓어머니.
- 윤현민 : 차민준 역 - 피도 눈물도 없는 승률 100%의 냉혈 변호사, 의대를 다니던 중 부모나 마찬가지였던 누나의 스폰서 스캔들에 휩싸이며 행방불명 된 뒤 누나를 찾기 위해 의사가 아닌 변호사의 길로 들어선다. 남편의 계략을 폭로하고 위기에 처한 해라를 구해준 뒤 자신이 맡았던 사건 의뢰인들에게 짓밟힌 피해자들의 복수를 의뢰한다. 이현의 남동생. 가온의 외삼촌.
- 유선 : 김태온 역 - FB그룹 후계자, 현재 모기업인 FB 생명 전무자리에 앉아 있다. 그룹 총수가 되기 위한 승계를 준비 중이지만 영 물러날 생각이 없는 아버지 김회장 때문에 골머리를 앓고 있다. 내연남 훈석의 아내 강해라가 자신과 훈석의 불륜 스캔들을 폭로한다. 훈석의 내연녀. 상구의 딸. 가온의 이복누나.
- 정만식 : 김상구 역 - FB그룹 총수, 현재 FB생명의 회장 자리에 앉아 있다. 호시탐탐 그룹의 왕좌를 차지하려는 딸 태온의 속내를 눈치 채고 있지만 아직은 물러날 생각이 없다. 태온의 아버지. 가온의 생부.
- 윤소이 : 구은혜 역 - 아버지가 운영하던 흥신소 구산기획을 물려받아 흥신소를 운영 중인 흥신소 소장, 해라의 리포터 시절 지인으로 이번 훈석과의 일로 해라가 구산 기획을 찾아오며 다시 인연을 이어가게 된다.
- 정의제 : 김현성 역 - 해라에게 접근해 불륜 동영상을 찍은 아이돌 출신 리포터, 뭘 해도 안 풀리는 인생 어차피 인생은 한방이란 생각에 강해라를 물 먹이는 제안을 덥석 문다. 그러다 은혜와 해라에게 뒷덜미가 잡히며 훈석의 계략을 자백하게 되는데 이후, 해라의 폭로로 방송 일을 할 수 없게 되며 해라의 주변을 맴돈다.
- 장유상 : 최도윤 역 - 민준의 수행 비서, 10년 전 갑작스러운 선박 사고로 아버지를 잃고 방황하던 중 민준을 만나 도움을 받은 뒤 그 후로 쭈욱 민준과 함께하고 있다. 민준과 관련된 일이라면 뭐든지 앞장서며 민준의 오른팔 역할을 자처.
- 정욱 : 이훈석 역 - 해라의 남편, 가온의 의붓아버지. 아이비리그 출신의 수재로 우연한 기회에 방송일을 시작한 뒤 뛰어난 입담과 위트 지적인 이미지로 단숨에 국민 MC 반열에 오른 엄친아.
- 박은혜 : 차이현 역 - 민준의 누나, 전 FBC아나운서. 현직 아나운서 스폰서 스캔들에 휩싸여 방송가를 떠들썩하게 하다 잠적한 인물. 가온의 생모
- 정현준 : 이가온/김가온 역 - 해라와 훈석의 의붓아들, 현재 캐나다에서 홈스테이로 유학 중이다. 상구와 이현의 친 아들. 민준의 친 조카. 태온의 이복동생.

### 그 외 인물
- 공현주 : 정주연 역 - FBC 방송국 국장
- 송주희 : 연 비서 역 - 태온의 수행 비서
- 정예서 : 최승주 역 - 승우의 전 비서, 성폭행 사건 피해자. 라이브 복수소 첫 번째 의뢰인.
- 함성민 : 한정우 역 - 소년 가장, 라이브 복수소 두 번째 의뢰인.
- 김광식 : 최과장 역 - 해피 크레딧 과장
- 정성훈 : 장선호 역 - 검사, 민준의 직장 동료.
- 최영우 : 강대식 역 - 태온의 직속 부하, 해피 크레딧 사장. (1회 ~ 14회)

### 특별출연
- 홍현희 : 홍 원장 역
- 김해숙 : 국민배우 역
- 최자혜 : 아나운서 역
- 홍서준 : 송승우 역 - 여직원을 성폭행한 혐의로 민준이 변호를 맡았던 민준의 의뢰인, 태온의 사촌 오빠.
- 정규수 : 구성철 역 - 은혜의 아버지, 전 구산기획 흥신소 소장, 카페 운영.
- 백승희 : 송선미 역 - 승우의 딸
- 김중돈 : 홍승기 역 - 은지의 아버지 (8회 ~ 9회 특별출연)

## 참고 사항
- 원래 제목을 《채널 오하라 복수소》, 《강해라 라이브 복수소》라고 정하고 있었으나 《복수해라》로 제목을 변경하였다.
- 유선과 김해숙은 KBS2 주말드라마 《세상에서 제일 예쁜 내 딸》에 이어서 두 번째로 호흡을 맞췄으며 김해숙이 이 드라마에 1회 특별 출연했다.

## 촬영지
- 경기도 남양주시 세트장
- 서울시 강서구의 대로변
- 경기도 파주 세트장
- 경기도 광주시 세트장

## 결방사유 및 편성변경
- 코로나19 방역 수칙을 지키기 위해 9회 방송분은 19일 10회 방송분은 1주일뒤인 26일에 방송한다. 12월 27일에 방송할 11회는 2021년 1월 2일에 방송된다.

## OST
- Part.1 시연 (드림캐쳐) - 정신이 하나 없어 (2020.11.21 발매)
- Part.2 김채원 (에이프릴) - 끝에서 (2020.11.29 발매)
- Part.3 초코와 바닐라 - Simple (2020.12.05 발매)
- Part.4 VINCIT (빈시트) - Grow up (2020.12.06 발매)
- Part.5 천승찬 - 무적 (2020.12.12 발매)
- Part.6 윤현민 - 미안해 내가 다 미안해요 (2020.12.13 발매)
- Part.7 주호 - 차라리 몰랐다면 (2020.12.19 발매)
- Part.8 김중연 - 모진 세월속에 (2020.12.20 발매)
- Part.9 더 데이지 (The Daisy) - 헤어지고 나서야 (2020.12.27 발매)
- Part.10 남영주 - 사랑이 이런 건 줄 난 몰랐어 (2021.01.02 발매)
- Part.11 박현서 - Hug (2021.01.09 발매)

## 시청률
최저 시청률과 최고 시청률은 시청률 조사회사와 지역별로 시청률에 차이가 있을 수 있습니다.
| 제1회       | 11월 21일   | 2.821% | 2.664% |
| 제1회       | 11월 21일   | 3.425% | 3.208% |
| 제2회       | 11월 22일   | 2.456% | 2.304% |
| 제2회       | 11월 22일   | 3.701% | 3.236% |
| 제3회       | 11월 28일   | 3.025% |        |
| 제3회       | 11월 28일   | 3.703% | 3.458% |
| 제4회       | 11월 29일   | 2.401% |        |
| 제4회       | 11월 29일   | 3.372% | 3.250% |
| 제5회       | 12월 5일    | 2.433% |        |
| 제5회       | 12월 5일    | 3.311% | 2.900% |
| 제6회       | 12월 6일    | 2.074% |        |
| 제6회       | 12월 6일    | 2.724% | 2.406% |
| 제7회       | 12월 12일   | 2.101% |        |
| 제7회       | 12월 12일   | 2.505% |        |
| 제8회       | 12월 13일   | 1.468% |        |
| 제8회       | 12월 13일   | 2.023% |        |
| 제9회       | 12월 19일   | 2.34%  | 2.678% |
| 제9회       | 12월 19일   | 2.789% | 2.972% |
| 제10회      | 12월 26일   | 2.36%  |        |
| 제10회      | 12월 26일   | 3.061% |        |
| 2021년      |             |        |        |
| 제11회      | 1월 2일     | 2.32%  |        |
| 제11회      | 1월 2일     | 2.342% |        |
| 제12회      | 1월 3일     | 1.9%   |        |
| 제12회      | 1월 3일     | 2.32%  |        |
| 제13회      | 1월 9일     | 1.9%   |        |
| 제13회      | 1월 9일     | 2.212% |        |
| 제14회      | 1월 10일    | -      |        |
| 제14회      | 1월 10일    | 2.192% |        |
| 제15회      | 1월 16일    | -      |        |
| 제15회      | 1월 16일    | 2.422% |        |
| 제16회      | 1월 17일    | -      |        |
| 제16회      | 1월 17일    | 2.877% |        |
| 평균 시청률 | 평균 시청률 | 2.572% | 2.908% |